# Brahmaeops nigrans
Brahmaeops nigrans är en fjärilsart som beskrevs av Butler 1880. Brahmaeops nigrans ingår i släktet Brahmaeops och familjen Brahmaeidae. Inga underarter finns listade i Catalogue of Life.